# Mimophis
Mimophis is een geslacht van slangen uit de familie Psammophiidae.

## Naam en indeling
De wetenschappelijke naam van de groep werd voor het eerst voorgesteld door Albert Günther in 1868. De soort Mimophis mahfalensis was lange tijd de enige soort uit het monotypische geslacht Mimophis, tot in 2017 een tweede soort werd beschreven; Mimophis occultus. Het geslacht werd lange tijd tot de onderfamilie Psammophiinae gerekend in de familie Lamprophiidae, maar dit wordt beschouwd als verouderd.

### Soorten
Het geslacht omvat de volgende soorten, met de auteur en het verspreidingsgebied.
| Naam                 | Auteur                                                                                          | Verspreidingsgebied              |
| -------------------- | ----------------------------------------------------------------------------------------------- | -------------------------------- |
| Mimophis mahfalensis | Grandidier, 1867                                                                                | Centraal en zuidelijk Madagaskar |
| Mimophis occultus    | Ruane, Myers, Lo, Yuen, Welt, Juman, Futterman, Nussbaum, Schneider, Burbrink & Raxworthy, 2017 | Noordwestelijk Madagaskar        |

## Verspreiding en habitat
De soorten komen voor in delen van Afrika en leven endemisch in Madagaskar.

## Beschermingsstatus
Door de internationale natuurbeschermingsorganisatie IUCN is aan een soort een beschermingsstatus toegewezen. Mimophis mahfalensis wordt beschouwd als 'veilig' (Least Concern of LC).